# Manéglise
Manéglise è un comune francese di 1 173 abitanti situato nel dipartimento della Senna Marittima nella regione della Normandia.

## Società

### Evoluzione demografica
Abitanti censiti